# Piedras Juntas
Piedras Juntas, es una localidad chilena ubicada en la provincia de Huasco, Región de Atacama. De acuerdo a su población es una entidad que tiene el rango de  caserío. Se ubica en la parte superior del Valle del Huasco.

## Historia
Esta localidad ubicada junto al camino que une el poblado de San Félix con la localidad de El Corral. 
Este poblado está asentado sobre la Ruta de Los Españoles, antiguo camino que comunicaba el Valle del Carmen, entre Horcón Quemado (actualmente San Félix) y El Corral, en la parte superior del Río El Carmen hacia Argentina.
Su nombre se origina por dos grandes bloques de granito que se encontraban junto al camino, los cuales fueron parcialmente removidos con la ampliación del camino.
Para 1899 esta localidad eran solo terrenos de cultivo.

Piedras Juntas.-—Cortos terrenos de cultivo del departamento de Vallenar, que se encuentran en el valle del riachuelo de Españoles por la inmediación de la aldea de San Félix. Próximas á ellos existen minas de plata y de cobre que llevan el mismo nombre.
 Francisco Astaburuaga, 1899

## Turismo
La localidad de Piedras Juntas se encuentra la unión del camino rural de esta localidad y San Félix con el nuevo camino que va en la parte más alta del valle por el sector sur. 
En los alrededores de Piedras Juntas hay algunas montañas de gran interés para realizar montañismo y trekking.
En Piedras juntas se celebra la Fiesta Religiosa a San Alberto Hurtado cada 16 de agosto.

## Accesibilidad y transporte
La localidad de Piedras Juntas se encuentra ubicada a 6,6 kilómetros de San Félix por lo que es fácil realizar excursiones desde este último pueblo a caballo o en bicicleta.
Existe transporte público diario a través de buses de rurales desde el terminar rural del Centro de Servicios de la Comuna de Alto del Carmen, ubicado en calle Marañón 1289, Vallenar.
Si viaja en vehículo propio, no olvide cargar suficiente combustible en Vallenar antes de partir. No existen puntos de venta de combustible en la comuna de Alto del Carmen.
A pesar de la distancia, es necesario considerar un tiempo mayor de viaje, debido a que la velocidad de viaje esta limitada por el diseño del camino. Se sugiere hacer una parada de descanso en el poblado de Alto del Carmen y San Félix para hacer más grato su viaje.
El camino es transitable durante todo el año, sin embargo es necesario tomar precauciones en caso de eventuales lluvias en invierno.

## Alojamiento y alimentación
En la comuna de Alto del Carmen existen pocos servicios de alojamiento formales, es posible encontrar en el poblado de Alto del Carmen,  San Félix y El Churcal, se recomienda hacer una reserva con anticipación.
En las proximidades a Piedras Juntas no hay servicios formales de Camping, sin embargo se puede encontrar algunos puntos rurales con facilidades para los campistas en San Félix y Los Canales.
Los servicios de alimentación son escasos, existiendo un servicio en San Félix y El Churcal algunos restaurantes.
En muchos poblados hay pequeños almacenes que pueden facilitar la adquisición de productos básicos durante su visita.

## Salud, conectividad y seguridad
La localidad de Piedras Juntas cuenta con servicios de agua potable rural, electricidad y alumbrado público.
En  San Félix se encuentra localizado un Retén de Carabineros de Chile y una Posta Rural dependiente del Municipio de Alto del Carmen.
En Piedras Juntas, no hay servicio de teléfonos públicos rurales.
El Municipio de Alto del Carmen cuenta con una red de radio VHF en toda la comuna en caso de emergencias.
En el poblado no hay servicio de cajeros automáticos, por lo que se sugiere tomar precauciones antes del viaje. Sin embargo, algunos almacenes de San Félix cuentan con servicio de Caja Vecina.